# Vincenzo Galeotti
Vincenzo Galeotti, pseudonimo di Vincenzo Tomaselli (Firenze, 5 marzo 1733 – Copenaghen, 16 dicembre 1816), è stato un coreografo italiano naturalizzato danese, che fu direttore del Balletto Reale Danese dal 1775 alla sua morte.

## Biografia
Studiò danza con Gasparo Angiolini e Jean-Georges Noverre e si esibì a Milano, Torino e Venezia (1765–1769), dove realizzò le sue prime coreografie. Si trasferì quindi a Londra (1769–1770) e poi nuovamente a Venezia (1770–1775).
Nel 1775 venne invitato a Copenaghen ad assumere la direzione del Royal Danish Ballet e vi rimase lì per il resto della sua vita, ottenendo la cittadinanza danese e un incarico di amministratore a vita nel 1781. Galeotti continuò ad esibirsi in ruoli di mimo fino al 1812. In quell'anno, molto inusuale per un artista dello spettacolo, venne nominato Cavaliere dell'ordine del Dannebrog. Nel 1814, gli venne assegnata una cattedra universitaria.
Galeotti fu l'insegnante della ballerina Anine Frølich, facendo di lei la stella delle sue coreografie innovative. Si innamorò anche di lei, ma la loro relazione finì in maniera infelice.

## Opere
Galeotti fu un innovatore del balletto in Scandinavia. Fu determinante per l'introduzione del ballet d'action in Danimarca e creò il primo balletto con un soggetto nordico (Lagertha, nel 1801, basato sul leggendario vichingo), e le prime coreografie ispirate alle opere di William Shakespeare (Romeo e Giulietta nel 1811, e Macbeth nel 1816), con la musica scritta da Claus Schall.
Creò più di 50 opere, spesso adattando opere francesi. Il suo maggior successo, che tra l'altro viene eseguito ancora oggi, è Amors og Balletmesterens Luner (Amore e il maestro di balletto Luner, 1786), che è il più antico balletto europeo ancora danzato sulla sua coreografia originale e con la musica di Jens Lolle. Più conosciuto col titolo I capricci di Cupido e del maestro di ballo, è stato messo in scena più di 500 volte.